# 후이촨구

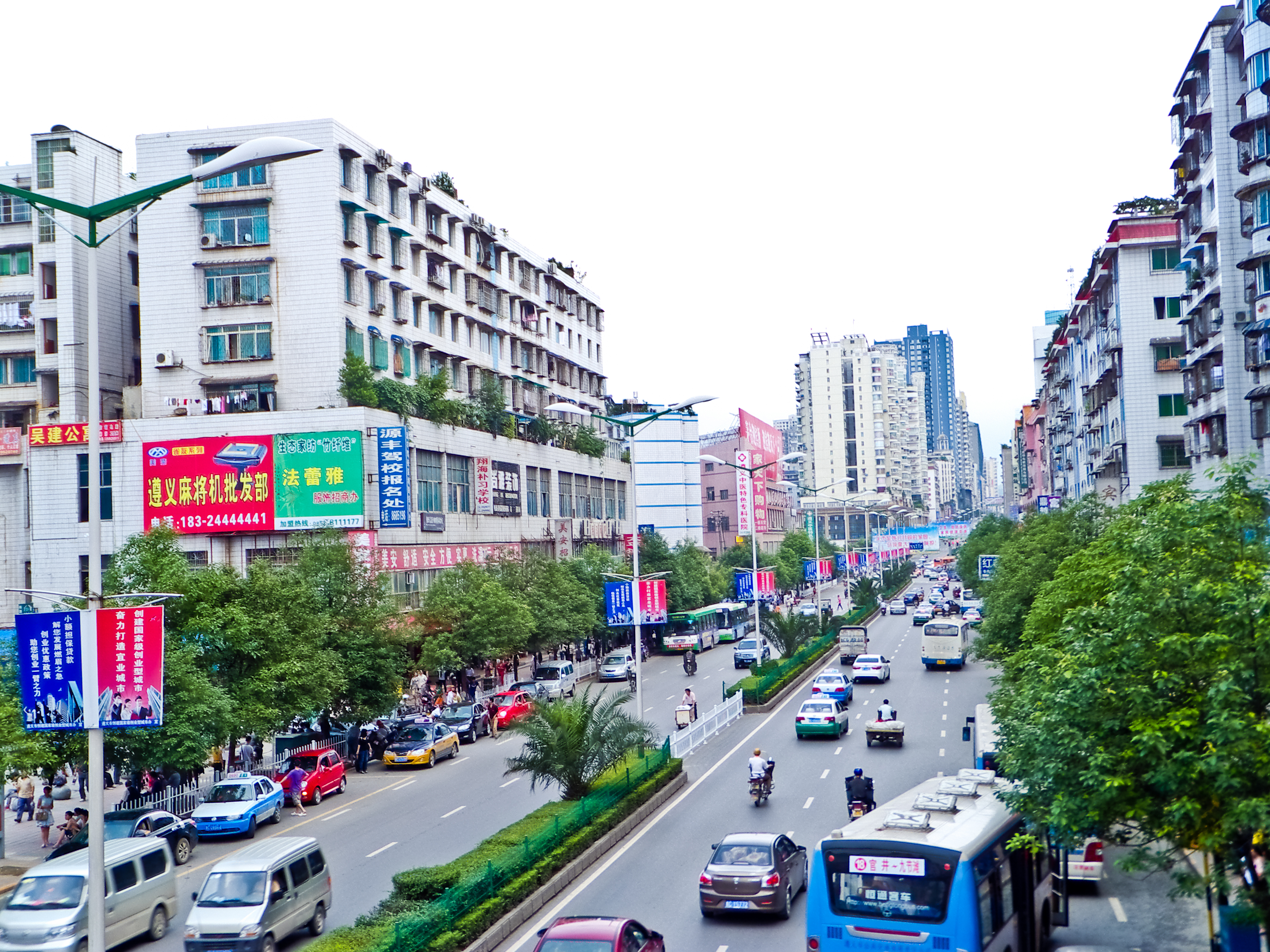

후이촨구(한국어: 회천구, 중국어: 汇川区, 병음: Huìchuān Qū)는 중화인민공화국 구이저우성 쭌이 시의 현급 행정구역이다. 넓이는 709km2이고, 인구는 2007년 기준으로 340,000명이다.

## 행정 구역
2개 가도, 6개 진을 관할한다.
- 가도: 上海路街道, 洗马路街道.
- 진: 高桥镇, 董公寺镇, 团泽镇, 高坪镇, 板桥镇, 泗渡镇.